# سرژ آزاریان
سروژ «سرژ» آزاریان (ارمنی: Սերոժ Ազարյան; فرانسوی: Serge Azaryan‎) کارگردان، نویسنده تهیه‌کننده ارمنی‌تبار فرانسوی بود. وی پیش از ساختن اولین فیلمش از فرانسه به ایران آمد و چون به زبان فرانسه صحبت می‌کرد سر صحنهٔ فیلم‌هایش از وجود مترجم استفاده می‌کرد. وی بین سال‌های ۱۹۵۳ تا ۱۹۹۶ میلادی (۱۳۳۲–۱۳۳۵) فعالیت می‌کرد.

## فیلمشناسی
- ماجرای عجیب (۱۳۳۵) کارگردان، نویسنده و تهیه‌کننده
- بر باد رفته (۱۳۳۳) کارگردان، نویسنده
- همسر مزاحم (۱۳۳۳) کارگردان، نویسنده
- گلنسا (۱۳۳۲) کارگردان، نویسنده